# バロック (ゲーム)
『バロック』（BAROQUE）は スティング開発によるアクションゲームである。先にセガサターン版（以下SS版）が、次いでPlayStation版（以下PS版）が発売された。内容は同じだがシステムに変更があり（後述）、プレイ感にも幾分差異がある。PS版には「歪んだ妄想」（ゆがんだもうそう）というサブタイトルがついている。また、派生してアドベンチャーゲームなどいくつかの関連ゲームが出ている。
2007年6月28日、PlayStation 2版が発売。主観視点から三人称視点になるなど、グラフィックやシステムの大幅な改編が成された。2008年にはPS2版の移植である『バロック for Wii』（バロック フォー ウィー）が発売された。2012年12月18日にはiOS版（PS2版ベース）が配信開始され、2020年にはオリジナルバージョンの完全移植であるNintendo Switch版が発売した。

## 概要
終末論的で暗い世界観の、頽廃的雰囲気に満ちたRPGである。回復アイテムが「心臓」や「肉」であることや、塔の内部の廃工場のような背景美術、環境音とも機械の動作音ともつかぬ音の混ざっているBGMなどが、その印象を更に強めるのに一役買っている。

## システム
いわゆるローグ型RPGを俯瞰視点のターン・コマンド制から3D視点のリアルタイムアクションにアレンジ。「神経塔」と呼ばれるプレイごとに新しいフロアを自動的にランダム生成するダンジョンを、最下層まで探索する。最下層の深さはプレイごとに変わる。フロア間の移動は降りることしかできず、昇ることはできない。そのため一度塔に入ったら、出る方法は「最下層に到達する」か「死ぬ」かしかない。ただし、このゲームでは「死」はゲームオーバーと同義ではない（シナリオの進行の項で後述）。
画面が暗く実際の人間のそれよりも視野が狭いため、音も重要な要素となっており、慣れてくると効果音で視界の外にいる異形（敵キャラクター）の接近を察知できる。
VT
このゲームにはRPGでおなじみのHPの他に「VT」という数値がある。VTとはバイタリティ（vitality）の略で、「活力」という意味である。このゲームでは時間が経つにつれ戦闘などで減ったHPが自動的に回復していくが、それと引き換えにVTが減っていく。VT値が0になると今度はHP値が目減りしていく。そのためVTの回復をしていないといずれは死んでしまう。異形を倒す、心臓（回復アイテム）を摂取するなど、いくつかの回復方法がある。
セーブ
ゲームを中断したい場合セーブをすることになるが、このゲームではフロア移動時にしかできない。何らかの事故（例えば停電など）や故意にマシン本体のリセットボタンを押すなどして、正規の手順を踏まずに中断した場合、死亡時と同じ扱いになる。
死亡
主人公が死亡した場合（あるいは前述のように正規の手段を踏まずに中断した場合）、再び外界からゲームをやり直すこととなる。復活のための儀式や手順などは必要ない。所持品及びレベルは初期値に戻る。
前回探索時に感覚球で転送したアイテムは外界で再び入手できる。PS版以降では物の者が保管・管理している。感覚球については用語解説の項で、物の者については登場人物の項で後述する。

## シナリオの進行
主人公は上級天使と名乗る男に命令されて神経塔への探索を始め、大熱波によって歪んでしまった世界の謎と、記憶喪失になった自分自身の過去を明らかにしていくこととなる。
主人公は何度死んでも再び外界に降り立つが、ストーリーが進むにつれて、生まれ変わっているわけでもリセットされているわけでもないことが分かる。このゲームには死亡によるゲームオーバーはないのである。主人公が何度死んでも、ゲームの中では時間が流れていく。いくつかのイベントの後に、同じように見える登場人物たちに少しずつ変化が現れることからも、それが分かる。
ゲームの進め方によっては同じイベントが繰り返し起こるといった事態にもなりかねないが、このゲームに関してはその繰り返しすらもストーリーのうちである。とはいえ、効率的にフラグを立て同じイベントを極力複数回起きないように進めることも可能。ただし、これは各イベントのフラグ条件を掴んだヘビーユーザーでないとできない遊び方である。
なお、最終的なイベントをクリアしスタッフロールを見た後も、神経塔の探索を続けることができる。

## 用語解説
既存の単語に対し、このゲーム内でのみ付加されている意味があることが多い。また、造語もある。
バロック
個々人がそれぞれに持っている妄想のこと。ゲーム中では「歪み」と称されることが多い。
大熱波
作中の過去に起きたとされる天変地異的天災を指す用語。この災害によって世界は崩壊したことになっているが、どれほどの被害規模のものだったか具体的には明らかにされていない。起きたとされる日は2032年5月14日。
神経塔
ゲームのメインステージである塔で、成長をしているかのごとく常に変貌を続けているため、入るたびに内部構造が変わる。元々はマルクト教団の中心的施設だった。なお、 神経塔の外の世界全般は「外界」と呼ばれる。
マルクト教団
新興宗教団体。大熱波や神経塔と関わりがあるとされている。「天使」と称する構成員を抱え、下級天使・中級天使・上級天使と、階級が作られている。教団員の証として天使たちは偽翼（作り物の羽根・偽装翼とも）を背につけている。階級が上になるほど偽翼のサイズは大きくなる。上級天使を名乗る構成員は一人しか確認されていないため、なかば固有名詞的に使われている。上級天使に次ぐ地位とされる幹部的存在として「コリエル」と呼ばれる者達もいる。中級天使はPS2版（Wii版）のみ登場する。殺戮天使・作業天使・研究天使・警備天使達は、全て下級天使に属している。
感覚球
大熱波の直前から姿を現し始めた謎の球体。「転送」する機能を持つ。ゲーム中では塔内で得たアイテムを外界に送り、次回の探索で使用するための窓口として存在している。どのフロアにいくつあるかは大体決まっており、それを知っていればある程度計画的なアイテム収集が可能。転送は1つの感覚球につき1度ずつしかできない。
トレーニングダンジョン
カンオケ男が作った小規模なダンジョン。初心者用チュートリアルとして機能している。PS版以降ではクリア後に訪ねると地獄ダンジョンというボーナスステージに変わっている。地獄ダンジョンのクリア特典は「アイテムリストに未だ登録されていないアイテム」である。
異形
いわゆる敵キャラクター。大熱波によって歪んでしまった人間のなれの果てである。人間だったころの記憶や知性は残っていない。主人公だけが彼らを倒すことで「浄化」できる。主人公が何故そんな能力を身に付けてしまったのかは、ゲームを進めるにつれて明らかになる。
浄化
単純な死や殺害とは異なる。その存在の本質を結晶化させること、あるいはその能力を指す。この浄化能力を持っているのは主人公だけである。
イデアセフィロス
その存在の本質を浄化することで結晶化したものがイデアセフィロスである。完全なものは球形であるが、ほとんどの場合は結晶の欠片と呼ばれる不完全なものしか手に入らない。これを得ることで主人公はVTを回復できる。よって異形を倒してもこれを回収しなければ回復はできない。イデアセフィロスの代わりにアイテムが出現する場合もある。イベントキャラクターのイデアセフィロスはアイテムとして扱われる。アイテムウィンドウ及びアイテムリスト内では「結晶」と表記される。

## 登場人物
声優はPS2版・Wii版におけるものである。

### 全作品に共通して登場するキャラクター
主人公
声：PS版：高山みなみ / PS2版・Wii版：板東愛
この物語の主人公。記憶を失っているが、何故か罪の意識と引き裂かれた感覚だけが残っている。腰にはひどい傷があり、喋ることができない。
コリエルの一員であり、大熱波を引き起こした主要人物の一人。かつて結合双生児の兄弟がいたが、分離手術の際に兄弟は命を落としてしまい、その際の記憶が罪の意識として残っている。コリエルの起こした反乱の最中に創造維持神との融合を試みるが、上級天使によって阻止され、その際創造維持神に自らの言葉を与えたのと引き換えに浄化能力を得た。その後、上級天使の野望の駒としてクローン体が創られる（本作の主人公は終盤を除きクローン体である）。はじめは上級天使の思惑通りに神経塔へ向かうが、彼らクローン体の死によりオリジナル体が目覚める事となる。
上級天使
声：宮野真守
マルクト教団の長であり、主人公の上司。主人公に神経塔に潜れと命令を下す。大熱波以前も以後も、ある野望に向けて邁進中。神経塔の中にいる。外界には幻影を出現させており、その姿は透けている。
大熱波を引き起こした主要人物の一人。創造維持神が世界の情報を得るために使う感覚球を利用し、自らが世界の神に成り代わろうとする野望を抱く。彼の野望に気付いたコリエルが主人公と創造維持神を融合させることにより妨害を企てるも、融合直前の主人公と創造維持神を引き裂くことにより回避させる。その際起こった大熱波により身体を感覚球の棘に貫かれ、神経塔の下層に幽閉されてしまう（棘に貫かれた彼の姿は最下層直前のフロアで見ることができる）。
PS版において歪みによって亡くなった姉が居ることが判明した。
イライザ
声：塩山由佳
神経塔の中にいる浮遊少女の一人。主人公に対して「綺麗な水」を要求する。ゲーム開始当初はカタコトしか喋らず、またすぐに壁の中に消えていってしまうので、話にならないが、ゲームが進行するとストーリーの謎解きに関わることを語るようになる。
その正体は大熱波によって創造維持神が切り離した多重神格の一人で、主人公が失った「過去の記憶」を司っている。 彼女に「綺麗な水（主人公の結晶）」を渡すと、主人公の記憶を宿した「たまご」を産み出す。
アリス
声：名塚佳織
神経塔の中にいる浮遊少女の一人で、イライザと同じく謎解きに関わるキーパーソンである。主人公に対して攻撃的な態度をとったり、しおらしいことを言うなど、主人公を惑わせる。
大熱波によって創造維持神が切り離した多重神格の一人で、創造維持神が失った「痛覚」を司っている。彼女に「痛み（リトルの結晶）」を渡すと、創造維持神に痛覚が宿る。
創造維持神
神経塔最下層にいる。黒髪の女性のような容姿をしている（PS2版では銀髪の女性のような容姿をしている）。
主人公の目的は彼女の所に到達することだが、物語序盤ではそのことを知らされていない。また、ただ到達しただけではゲームは終わらない。
世界に散らばる感覚球を使い、世界の情報を読み取って世界を維持する能力を持っている。しかし、神の地位を欲した上級天使の手により痛覚を奪われ、あげくの果てには感覚球に誤った情報を流されたせいで歪みを受け入れてしまい、現在は世界の維持ができなくなってしまっている。世界が歪む瞬間、主人公に浄化能力を、また自分の分身（娘）としてアリスとイライザを生み出した。
天導天使
声：臺奈津樹
「ドクトル・アンゲリクス」と名乗る偽装天使で、神経塔の中にいる。カタカナまじりの言葉を話す。かつて上級天使の秘書として働いていたが、今は裏切り者として下級天使に追われる身である。性別が歪んでしまった。
上級天使の秘書をしていたとき彼の野望に加担し、創造維持神から痛覚を奪ったものの、痛覚を奪われた創造維持神が歪んでいくのを見て、後悔の念を募らせている。
天使虫（リトル）
天導天使が創造維持神から奪った痛覚の化身で、普段は神経塔の中を飛び、「おわぁ」と鳴く。SS・PS版では羽根の生えた赤ん坊、PS2・Wii版では空飛ぶ光の玉として出現する。
主人公が上級天使から渡される天使銃に装填されている弾丸には天使虫（リトル）が込められている。
幻影
神経塔の中で突如出現する主人公とうり二つの幻影。主人公との関わりを暗示する言葉を残して消える。

コリエル
声：福原耕平
教団内で上級天使に次ぐ高い地位にあったものたちで、大熱波以前は主人公の同志だった。
最高幹部である上級天使の頭ごしに直接神とコンタクトを取ろうとし、それが露見したため懲罰として幽閉されている。神経塔内部では何人ものコリエルたちが幽閉棺に入れられた状態で主人公を待っている。
呪葬天使
大熱波で歪んでしまった人間たちで、神経塔の中で、主人公のアイテムを加工する形で協力する。
ウリムとトンミム
声：牧島有希 / 山田真一
大熱波の時にたまたま近くにいたという理由でくっついてしまった二人の人物。本体がトンミム、肩に顔だけついているのがウリム。マルクト教団内では下っ端の下級天使である。神経塔の比較的浅い層におり、何かとアドバイスしてくれる。
警備天使
声：福原耕平
外界である施設の警備をしている下級天使。しつこく話をきこうとするとそのうち意味深なことを言い始める。
首の者
声：山田真一
外界で何かをひどく悔いている男。かつて天導天使の元で働いていたらしい。
袋の者
声：小松里歌
外界にいる性別不詳の人物で、伝聞形式で語る。
角女
声：名塚佳織
外界にいる女性。近くにいる人物の考えている事を喋ってしまう癖があり、喋れなくなってしまった主人公の心情をプレイヤーに伝えてくれる。その代わり自分の意識はほとんど失ってしまっているらしい。
カンオケ男
声：徳山靖彦
外界にて、自作のダンジョンで人を待ち構えて、中でのたれ死んだ人間の身ぐるみを剥いで生活している。なかなか親切な男ではある。語尾に「しやがってください」と付ける。（英語版では「Goddammit」と付ける。）
心読みの者
声：塩山由佳
神経塔の中にいる老婆。大熱波の影響で感覚球と融合してしまったことで、人の心が読めるようになったらしい。なにがしかのアイテムを投げて渡すと、お礼のつもりかいくつものアイテムを投げてよこしてくれる。しかしそのアイテムは全て骨か文様なので床に着地する前に受け取らないと入手できない。
箱の者
声：福原耕平
神経塔の中にいる男で、箱の中に娘がいると主張する一方、ヒントのような事を言うこともある。箱を渡すと箱以外のアイテムと交換してくれる。心読みの者と違って倍返しはしてくれない。
研究天使
マルクト教団で、技術研究をしている偽装天使達。ガスマスク（声：平井啓二）と脳髄（声：藤本たかひろ）の二人が存在する（なお、PS版まではガスマスクをつけていない）。
殺戮天使
神経塔で何かを追っている、武装した偽装天使達。拳（声：平井啓二）と長刀（声：藤本たかひろ）の二人が存在する。

### PS版・PS2版・Wii版のみ登場するキャラクター
物の者
声：小松里歌
外界にいる。感覚球で外界にアイテムを送ると、彼が拾って頭の袋に入れてしまう。殴ったり斬ったりすると返してくれる。彼の袋には容量制限があり、それを超えた量を転送しようとすると送り返してくる。彼に送ったアイテムは「アイテムリスト」に追加されていく。色々なアイテムを送りアイテムリストを充実させることで、袋の容量が段階的に増えていく。彼がいないSS版では、感覚球で送ったアイテムは次回探索時に外界の地面上に散らばっている。 いわゆる『アイテム倉庫』役。

### PS2版・Wii版のみ登場するキャラクター
バロック屋
声：高橋剛
数多くのバロックで満たされていると語る。完全体のイデアセフィロスを渡すと、その中にあるバロックを読み取ってくれる。『バロック▲シンドローム』にて同名の職業を生業にしているキャラクターが存在し、同一人物説もある。
少年（作業天使）
声：野島健児
上級天使に忠誠を誓い、天導天使を裏切り者の抹殺対象として追い続ける偽装天使。最初は深部にいるが会う度に階層を上って行き、天導天使のいる層を通り過ぎてしまう。「バロック・ザ・コンプリートガイド」において、モデルはコミック版のキャラクターのリスペクトであると判明。

中級天使
神経塔最下層の聖域を守る天使で、上級天使に忠誠を誓う。外見は板状の機械に大きな目と触手が付いている。存在自体はPS版の攻略本（コーエー刊）にて明かされているが、ゲーム中に登場したのはPS2版（Wii版）から。

## 攻略要素の概略

### 異形
全部で23種存在し、グルー以外の22種にタロットの大アルカナが対応されている（グルーはカトーの付属物として扱われ、例外となっている）。以下の異形リストはタロットの数字順である。なお、本質的にタロットの各カードが持つ意味・概念を司った存在というわけではなく、たまたま22種+αが確認されていたので、上級天使が個人的な趣味でタロットに基づくコード名を振り分けただけだという設定がある。
コクトー・ヘッド
「愚者」（0:THE FOOL）
下層に出現。実験具のような架台を中心に、半透明の毒泡が集まって人型を模したような外見。上部の泡の中には、干乾びた老人の頭のようなものが入っている。瞬間移動能力を持ち、胴体を構成する大泡を外しての打撃や、小泡を投げ付けての遠距離攻撃をする。触れられると毒を受ける。
マジシャン
「魔術師」（I:THE MAGICIAN）
下層に出現。道化師が描かれた、大きなカードの姿をした異形。通常は平面的な存在だが、攻撃時は道化師部分がカードから実体化して身を乗り出し、手にしたナイフで斬りつけてくる。この斬撃は氷結効果を伴う。他にも自身を手品のカードのように捲りつつ、瞬間移動や分裂をする。炎攻撃に弱い。
ヨハンナ・キョン
「女教皇」（II:THE HIGH PRIESTESS）
下層に出現。修道服を着て仮面を付けた二人の人間を、左右から二本の岩とも生物とも付かない柱で挟み込み、テープを巻いて締め上げたような外見をしているが、これで一体の異形である。体当たりや錯乱を引き起こす奇声で攻撃する。負傷した状態で放置すると震え出し、唐突に柱部分がジェット噴射を始めて何処かへ飛んでいく。
ブルガー
「女帝」（III:THE EMPRESS）
上層に出現。緑色の肌をして、マスクやペースメーカーのようなものを付けた、ほぼ球状の超肥満体の女のような姿。転がって体当たりをする。また、尻から暗黒を引き起こすガスを噴射する。
アリエス
「皇帝」（IV:THE EMPEROR）
下層に出現。下半身には逆関節で蹄がついた脚が四本あり、上半身は冠を被った人間のように見える。胴体は空洞の杯状になっており、肩の辺りから上が頭部が付いた「蓋」になっている。通常攻撃の他、前述の「蓋」を開き、中から赤黒い液体を噴出して暗黒攻撃をする。普段は寝ているが刺激を与えると起きて攻撃してくる。
フェストゥム
「祭司」（V:THE HIEROPHANT）
最下層近辺に出現。上半身だけの人間を単純化・戯画化した、太い逆円錐のシルエットを持つロボットのような外見。下半身はないが常時浮揚しており、祭司の杖に似た氷の槍を作り出し、投擲してくる。雷攻撃に弱い。
ニクリとニクラ
「恋人」（VI:THE LOVERS）
下層に出現。外観は目を閉じた二人の人間が融合したような肉の塊で、下半身や末端は溶け流れたように判然としない。静かに浮きながら移動し、中央に大きく縦に裂けた口で噛み付き攻撃をする。噛み付かれている間は移動と方向転換ができない（攻撃はできる）。オープニングムービーにも出演している。
ガルガルタンクジョー
「戦車」（VII:THE TANK）
最下層近辺に出現。人間と戦車（チャリオットではなくタンクの方）を混ぜたような姿の異形。下半身のキャタピラで移動し、頭部の大砲で遠距離から射撃してくる。回避を予測してか、意図的に砲撃の斜線を左右へずらす習性がある。雷攻撃に弱い。
ライア
「力」（VIII:POWER）
中層に出現。上半身は人間女性のようなフォルムだが、頭部は異様に小さく、顔に相当するものは何もないのっぺらぼう。鞭のような両腕と、植物の球根とも蛞蝓ともつかない下半身を持つ。腕の鞭は電撃を帯びており、全身を揺すって粉を撒くことで欲情攻撃をする。炎攻撃に弱い。
ジェィイロム
「隠者」（IX:THE HERMIT）
上層に出現。不自然に大きな球状の頭を持つ人形のような異形。頭は胴体と繋がっておらず、バルーンのように浮いており、数本のワイヤーで胴に括られている。主人公を見つけると、意味のとれない言葉らしきものを呟きながら、キック（むしろ吊り下げられた胴体全体を振り回して、叩き付けると言った方が近い）で攻撃する。ダメージを受けると更に早口で呟きながら駆け寄って来て、頭部を更に膨らませ、赤熱させて自爆する。名前は誤植ではない。
カトー
「運命の輪」（X:WHEEL OF FORTUNE）
最上層近辺に出現。大きな車輪のような姿。車輪の6つあるスポーク部分に、それぞれ頭が収納されている。回転しながら移動し、頭を出して長い舌で毒攻撃をするが、車輪の旋回性能が低く、正面にしか舌は届かないため脅威度は低い。また、グルーを吐き出す。名前の由来は「加藤」らしい。
ソコンポ
「正義」（XI:JUSTICE）
上層に出現。全般に木製風。樽状の体と一本足、蛙を模した肩からは天秤のような腕が四本伸び、そしてシルクハットを被ったピエロのような頭部を持つ。有体に言うとやじろべえ。跳ねながら近寄り、回転しながら腕で攻撃をする。肩の蛙からアイテムを劣化させる液体を飛ばし、死亡時にアイテム破壊効果のある文様を落とすので、「悪魔」と並び嫌われている。
ハングワンズ
「刑死者」（XII:THE HANGED MAN）
中層に出現。まさに「吊られた男」のような姿をした異形。腕や脚は革のバンドで縛り上げられ、肩の間には何も無いが、裂けた胴体に埋め込まれるような形で頭部が存在する。不自由な腕と脚で攻撃し、まひ効果のある閃光を放つ。天井からぶら下がったまま動き回るが、ある程度のダメージを与えると床に落ちる。落ちると攻撃はするが移動をしなくなる。
デス
「死神」（XIII:DEATH）
中層に出現。鋼鉄製の棺桶のような外見をしており、無音で浮いて移動する。本体の周囲には刃や棘が飛び出しており、腕らしきものも左右にある。左腕の鉤爪で攻撃し、右腕の大鎌には弾き効果がある。雷攻撃に弱い。
ハナニップ
「節制」（XIV:TEMPERANCE）
最下層近辺に出現。人間とバイクが融合したような外見。鉄仮面で覆われた頭部には目が三つ、下半身には一つのタイヤと、背に一組のシンバルを身につけている。シンバルを車輪にしての突進や、強く鳴らしての錯乱攻撃をする。
グリロ
「悪魔」（XV:THE DEVIL）
上層から中層に広く生息。鮮やかな赤い肌、ゴーグルのような目、腕は四本、脚はないがタツノオトシゴの様な尻尾で飛び跳ねて移動する。主人公の所持アイテムを盗む。盗まれたものは倒すことによって取り返せるが（イデアセフィロスの代わりに盗まれたアイテムが出現する）、複数個盗まれた場合は最後に盗まれたアイテムしか取り返せない。逃走時は主人公の全力疾走とほぼ同じ速度が出るため、行き止まりに追い込むか、投擲で倒さないと捕まらない。
ブブゲル
「塔」（XVI:THE TOWER）
中層に出現。真四角の岩板状の異形で、背面は岩そのものにしか見えないが、前面には溶けて歪んだ巨大な顔がある。通路にぴったり収まって、壁のふりをしているが、主人公が近づくと反転して攻撃をしてくる。打撃は電撃を帯び、弾き効果がある。
セブンティーン
「星」（XVII:THE STAR）
上層に出現。車輪と木製の小人が一体化したような姿の異形。勢いよく駆け寄って頭突き攻撃をしてくるが、一度定めた方向は途中で変えられない。遠距離では車輪から弾を放ち、背後に対してもキックで攻撃をするため、回り込んで横から叩くのが有効。
ムーン
「月」（XVIII:THE MOON）
最上層や外界に出現。神経塔下層にも、青い色をした上位種が確認できる。目のない深海魚のような異形。空中を泳いで移動する。攻撃は噛み付きのみ。
サン
「太陽」（XIX:THE SUN）
下層に出現。キュビスム風の顔が描かれた円盤に、放射状に六本の節足が生えたような形の異形。通路を粘膜で塞いで巣を張っており、主人公を目視するとレーザーを撃つ。巣を破壊されると、節足で蜘蛛のように走って逃げ出すが、時折こちらの顔面に張り付いて反撃する。
シン・モニス
「審判」（XX:JUDGEMENT）
塔内部が高温を保っていないと出現しない。肺胞か植物質の塊根のような胴体に、細かな根のような無数の脚、茸じみた頭部と、長い管状の口を持つ異形。直接こちらを傷付ける能力を持たない。口で吸い付いて、全異形で唯一VTを減ずる攻撃をする。欲情させると逆に何かを吹き付けるようになり、VTを増やしてくれる。
オル・ハガヌース
「世界」（XXI:THE WORLD）
塔内部が低温で凍結している場合のみ出現。棘の付いた檻が、人間の輪郭を模したような姿。外殻しか存在せず、中空である事が見て取れる。雷球を放ってくるが、雷攻撃に弱い。一定距離に近付く事で反応して動き出すが、一旦発見した対象は同フロアにいる限り決して見失わず、どんなに距離を離しても位置を把握して追って来る。大きなダメージを負うと錯乱効果のある雷球を生み出すか、自爆する。
グルー
「汚物」（対応タロットなし）
最も小さい異形。カトーが吐き出す痰のようなもの。細い肢があり、跳ねて体当たりして来る。踏みつぶしても倒せるが、踏みつぶすとイデアセフィロスを回収できない。
異形によっては色違いで異なる階に出現することがある。その場合は元の異形より強くなっていることがほとんどである。また大きさの違いによるバリエーションのある異形も存在する。地獄ダンジョンに登場する異形は例外なく神経塔のものより強力になっている。

#### PS2版・Wii版のみ登場する異形
4種存在し、タロットの小アルカナに対応している。本編クリア後に行ける地獄ダンジョンに登場する強敵。
マナス
「棍棒」（Wands）
杖のような姿をした異形。様々な遠距離攻撃や、瞬間移動をしてくる。
ペリソマタ
「杯」（Cups）
二つの姿を持つ異形。杯の姿の時は、無敵状態になる。
マレフィキア
「剣」（Swords）
全身刃の異形。連続攻撃や、遠距離攻撃を行う。
タブラ・スマラグディナ
「硬貨」（Coins）
時計や円のような姿をした異形。中央にあるコインの向きにより、攻撃方法を変えてくる。

### アイテム
フロアの生成と同じくアイテムもランダムに塔内部に配置され、プレイヤーはそれを拾って使う。したがってアイテム入手は偶然に頼らざるを得ない（例外として、天使銃のみ毎回必ず入手できる）。アイテムを購入できる店舗や金銭なども作中には存在しないため、入手したアイテムによってどのようにゲームを進めるか変わってくる。感覚球の扱いとゲームそのものにプレイヤーが慣れてくると、同一アイテムの使い回しによる装備の育成が可能になり、プレイスタイルをある程度安定させることができる（自分自身は死亡・最下層到達などで外界に戻るとレベルが初期値に戻ってしまうが、感覚球で送った装備品はそのままなので、注入液で上げた攻撃力・防御力は次の探索でも持ち越される）。
- 持ち運べるアイテムの数には制限があり、一度に20個までしか持てない。
- アイテムは拾った時に種類しか分からないことがある。判明しないままでも使用可能だが、判明させたい場合は関連するアイテムを使用する必要がある。
- アイテムの中には焼印や寄生虫のように付加効果を与えてくれるものもある。一方、焼印は付け替えるときに消去印で消さなくてはいけないという制限がある。まれに粘着印という焼印が始めから押されている装備品がある。そういったアイテムを装備した場合、何らかの対策を講じない限り外すことができなくなる。
- アイテムの中には拾えないものもある。また、骨のように再利用や回収ができないアイテムもある。

### その他
ステータス異常は異形の攻撃や、アイテムの効果として起こる。たとえば、主人公が腐った食料を食べた場合、回復はできるが腹痛状態となる。逆に主人公がアイテムを使うことで異形のステータスに異常を起こすことができる。腹痛以外は時間が経つと自然に回復する。アイテムによる回復・予防もできる。

#### 攻撃の属性
攻撃には炎・氷・雷の属性が付加している事がある。属性付きの攻撃はそれぞれの効果が攻撃時に視覚的に現れるため、容易に判別がつく。「爆」の付くアイテムの攻撃は炎に属するようである。特定の属性の攻撃に弱点を持つ異形もいる。おおざっぱに言うと、機械の属性を持つ異形は雷に、植物や紙の属性を持つ異形は炎に、体の大きな異形は氷に弱い。

#### 劣化
- 劣化攻撃を受けると食料は腐り装備品は攻撃力や防御力が落ちる。始めから劣化状態で落ちている場合もある。
- 劣化したアイテムは呪葬天使に回復してもらえる。ただし腐っていない食料を彼に渡すと焼かれてしまう。焼き心臓はVTを回復できるがHPにダメージを、焼肉はHPを回復できるがVTにダメージを与える。
- アイテムによって劣化を防ぐこともできる。

#### 合成
呪葬天使に任意のアイテムを2つ渡すと別のアイテムに合成して返してくれる。以下は例外的な法則の合成一覧である。
イデアセフィロス（結晶）
1つだけで他のアイテムに合成する。法則性がある。
金の骨と銀の骨
金の骨は1つ、銀の骨は3つで玩具の箱に合成。
劣化した食料・装備
回復して返却してくれる。
焼き心臓2つ・焼肉2つ
通常の食料に合成。
古い剣あるいは古いコートと、任意のアイテム
それぞれ古くない剣・コートに合成。
炎、雷、氷ら属性寄生虫と剣もしくはコート
寄生虫に対応した属性が負荷された剣もしくはコート
空の箱と文様
文様の箱
空の箱と剣もしくはコート
無防備の箱
空の箱と箱
箱の箱
回復の液Aと回復の液D
回復の液AD

## その他

### PS版変更点
PS版においてSS版から変更のあった要素は以下の通りである。
- 物の者 - 彼の出現によりアイテム絡みの戦略が根本的に変わった。
- 判明骨を壁や床に投げ当てることによってその時点での最下層が判明。
- 上級天使のいるフロアで、異形が出ない。
- 外界での回復文様の位置が違う。
- カンオケ男の喋り方が微妙に違う時がある。
- 神経塔内の異形・キャラクター・イベントなどの出現階及び最下層設定が違う。
- 現在位置表示でプレイヤーの向きが分かるようになった。
- クリア後に地獄ダンジョンが登場。
- シーンリスト・アイテムリスト・ムービーリストの追加。 - OPTIONに追加されている。プレイヤーがゲームで実際に見聞きしたものがリストアップされる。シーンリストとアイテムリストにはコンプリート特典（アイテムリストはフルコンプ、シーンリストは表の行ごと）が用意されている。
  - シーンリスト - NPCの台詞をリスト化したもの。リストの中には「何度も死ぬ」「特定の条件下で話しかける」「キーアイテムを渡す」等フラグを立てないと発生しないものもある。
  - アイテムリスト - 拾ったものではなく物の者に収納されたものがリスト化される。
  - ムービーリスト - ゲーム中イベントで使われたムービーのリスト。発生したイベントのものがリスト化される。オープニングムービー3種は始めからリストに入っている。

### PS2版・Wii版変更点
PS2版・Wii版においてPS版から変更のあった要素は以下の通りである。
- ゲーム視点が主観視点から第三者視点になり、剣・コート・偽翼の種類によってグラフィックが変化するようになった。
- 主要キャラにボイスがつくようになった。
- キャラクターグラフィックの変更。「バロック・ザ・コンプリートガイド」によると「全裸はNG」というPS2内の規定により、天使虫リトル・創造維持神のグラフィックが大きく変更された。
- ムービーシーンの変更及び追加。PS版までにもあったシーンにおいてもキャラクターの容姿や立ち位置等に変更が加えられている。
- 中級天使、少年姿の偽装天使等のNPCが追加された。
- バロック屋 - 彼の出現によりシーンリストが増大した。

### 読み方について
公式サイトにおいて、各用語は複数の読みを許容することが明記されている。「異形」を「いぎょう」と読むも「いけい」と読むも自由である。また、「天使虫」「リトル」のように複数の固有名詞を持つものも、どちらも間違ってはいないということである。ただしPS版ではある程度の用語の統一が図られている。

### その他
- このゲームは主人公視点の3D画面でプレイするため、3D酔いするというプレイヤーもいるようである[要出典]。
- 株式会社スティングは当初「スティングの『バロック』であることの明記」と「スティングへのリンク」を条件に自社サイト内にある『バロック』の画像に関して、個人ホームページにおける加工・転載をすべてフリーとし、公式サイトにファンサイトのリンク集を作ったり、ファン作成のウェブリングに参加する等、ユーザーとの交流が比較的盛んであったが、PS2版の発売に伴い画像加工・転載不可となり、ファンサイトへのリンク集も閉鎖した。
- ゲームの初回特典や販促用のパンフレットには「バロックリポート」と呼ばれるものがある。中身は主要人物、アイテム、異形の紹介・物語の背景・世界観の設定・スタッフのジョークページ等、公式設定資料集を分割したようなものである。SS・PS版の「バロックリポート」はPS版公式サイトにて閲覧可能。
- PS2版の初回特典（数量限定）には、特製のタロットカード「MALKUTH TAROT（マルクトタロット）」が附属された。これは登場キャラと異形をモチーフにした22枚のタロットカードである。

| 番号 | カード   | 人物             | 異形                 |
| ---- | -------- | ---------------- | -------------------- |
| 0    | 愚者     | 主人公           | コクトーヘッド       |
| 1    | 魔術師   | 研究天使         | マジシャン           |
| 2    | 女教皇   | アリス           | ヨハンナ・キョン     |
| 3    | 女帝     | イライザ         | ブルガー             |
| 4    | 皇帝     | カンオケ男       | アリエス             |
| 5    | 祭司     | 物の者           | フェストゥム         |
| 6    | 恋人     | ウリムとトンミム | ニクリとニクラ       |
| 7    | 戦車     | 呪葬天使         | ガルガルタンクジョー |
| 8    | 力       | 警備天使         | ライア               |
| 9    | 隠者     | バロック屋       | ジェィイロム         |
| 10   | 運命の輪 | 首の者           | カトー               |
| 11   | 正義     | 少年（作業天使） | ソコンポ             |
| 12   | 刑死者   | コリエル         | ハングワンズ         |
| 13   | 死神     | 殺戮天使         | デス                 |
| 14   | 節制     | 心読みの者       | ハナニップ           |
| 15   | 悪魔     | 天使虫（リトル） | グリロ               |
| 16   | 塔       | 袋の者           | ブブゲル             |
| 17   | 星       | 角女             | セブンティーン       |
| 18   | 月       | 天導天使         | ムーン               |
| 19   | 太陽     | 箱の者           | サン                 |
| 20   | 審判     | 中級天使         | シン・モニス         |
| 21   | 世界     | 上級天使         | オル・ハガヌース     |

## スタッフ

### SS・PS版
- 監督 : 米光一成
- 音楽 : 岩田匡治
- サウンドエフェクト : 迫田敏明
- CM曲 : 迫田敏明
- キャラクターデザイン : 氷樹むう
- ビジュアルデザイン : 鬼頭栄作
- 3Dグラフィック : 鈴木健二郎

### PS2・Wii版
- キャラクターデザイン : 鈴木健二郎
- ディレクター : 原田大造
- 音楽 : 林茂樹
- 編曲・CM曲 : 迫田敏明

## 関連商品

### 派生ゲーム

#### 『バロックタイピング』
（BAROQUE TYPING）Windows用。ネット対戦ができるタイピングゲーム。「連鎖」で対戦相手に攻撃ができる。

#### 『バロックシューティング』
（BAROQUE SHOOTING）Windows用。バロックの世界観を踏襲した縦スクロール型シューティングゲーム。自機はリトル。

#### 『バロックシンドローム』
（BAROQUE▲SYNDROME）PS用。大熱波以前の世界が舞台のアドベンチャーゲーム（ビジュアルノベルゲーム）。セガサターンマガジンに連載されたスピンアウト小説「BAROQUISM▲SYNDROME」（清水マリコ 著。『バロックワールドガイダンス』にも掲載されている）が元となっている。

#### 『バロック・オンライン』
2005年4月頃制作中であることが発表されたオンラインゲームだが、2024年現在まで続報は無い。

### 書籍

#### ガイドブック
『バロックワールドガイダンス』 塩田信之&CB's Project 編（ソフトバンククリエイティブ）
攻略要素より読み物要素の多い関連書籍。デザイナー・監督・作曲家へのインタビュー、用語解説、スピンアウト小説（のちにゲーム『バロックシンドローム』の元となる）などが掲載されている。SS版発売後、PS版発売以前に出ているので、PS版新要素に関する記述はない。ISBN 4-7973-0642-4

#### 攻略本
『バロックオフィシャルガイドブック』 超音速&コーエー出版部 編（光栄）
PS版の攻略本。監督インタビューもある。ISBN 4-87719-755-9

#### コミック
『BAROQUE 〜欠落のパラダイム〜』 全3巻 上田信舟 著
月刊Gファンタジーで連載されていたコミック版の単行本。オリジナルキャラが登場したり、ゲーム版とは違った真実や主人公らの過去が明かされている。
PS2・Wii版においてはコミック版のオリジナル要素をリスペクトしたキャラクターが登場する。
- 1巻ISBN 4-7575-0429-2
- 2巻ISBN 4-7575-0546-9
- 3巻ISBN 4-7575-0657-0

『BAROQUE 〜欠落のパラダイム〜 新装版』 全2巻（上下巻） 上田信舟 著
復刊ドットコムから再編集された上記作品の新装版である。各巻末には原本未収録のイラスト等も収録されている。
- 上巻ISBN 4-8354-5443-X
- 下巻ISBN 4-8354-5444-8